# Цвета родов войск

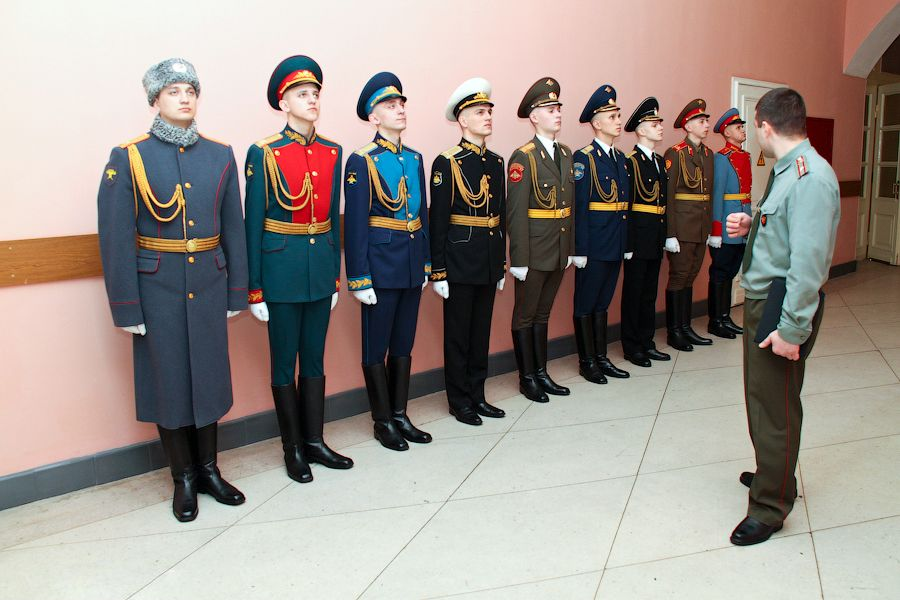
Образцы особой зимней и летней парадной военной формы, как разновидности униформы, почётного караула разных видов вооружённых сил России, в 154-м отдельном Преображенском комендантском полку

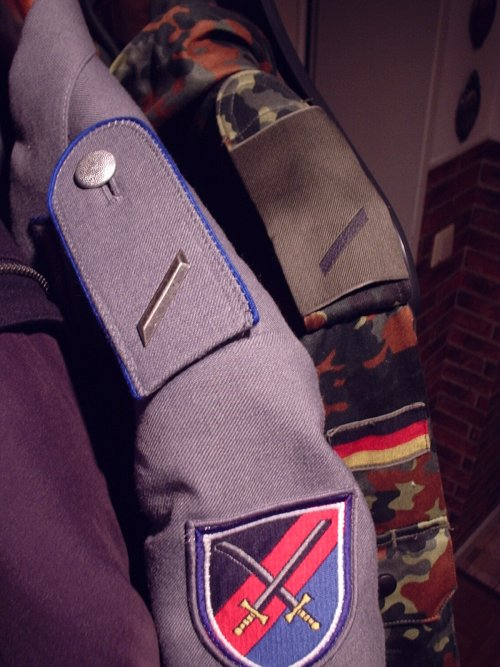
Синяя кайма вокруг погона указывает на то, что носитель приписан к подразделению тылового обеспечения немецкого бундесвера

Армейские цвета или цвета родов войск (нем. Waffenfarbe, букв. «цвет оружия», англ. corps colors, «цвета корпуса/корпусные цвета», англ. branch colors, «цвета родов войск») — метод визуального различения военнослужащих различных родов войск, видов вооружённых сил (ВС) или крупных соединений в вооружённых силах, по расцветке формы одежды и её отдельных элементов (наряду со знаками соответствующих родов войск и сил видов ВС).
До Первой мировой войны использовался термин «приборный цвет», однако он относился прежде всего к ярким элементам мундира (воротники, обшлага, цвет лампасов и околышей) и утратил первоначальный смысл после того, как различие в расцветке перешло на более мелкие элементы военной формы.

## Использование
Статья не относится к цвету военной формы в целом (см. соответствующие статьи униформа, камуфляж).
Армейские цвета используются в элементах униформы, заметных на близкой дистанции, таких, как:
- Цвет петлиц (в вермахте — просветы в петлицах), погонов (просветов на них) и других знаков различия;
- окантовка (шнур) вокруг погон, вдоль воротника, обшлагов мундира, на фуражке, пилотке или кепи;
- околыш, реже тулья фуражки, цвет берета;
- нашивки на разных элементах мундира (от простых полос или геометрических элементов до основного цвета шеврона рода войск или подразделения);
- цветные элементы вымпелов подразделений, указывающие на род войск.

Нередко для различения родов войск используется сочетание нескольких цветных элементов (например, базовый цвет петлиц/погон/нашивки + цвет окантовки/просветов).
Иногда цвет используется для обозначения особо элитных подразделений, прошедших специальный экзамен (например, зелёный берет в США или краповый берет в России).

## Возникновение
Со времён позднего Средневековья и до конца XIX века (в ряде случаев — до начала 1-й Мировой войны) армии использовали яркие цветные мундиры, чтобы отличить на поле боя свои части — как от противника, так и друг от друга.
Изначально свои цвета были у каждого полка. Однако с начала 18 и до начала 19 века происходит процесс унификации цветов униформы в каждой стране, когда отдельные рода войск или отдельные полки выделялись лишь яркими цветовыми элементами. Унификации способствовали инциденты с нераспознанием цвета своих частей: так, во время войны 1812 г. между Канадой и США английских егерей могли по ошибке принимать за американцев, поскольку они носили тёмно-зелёные мундиры, тогда как прочие британские части — ярко-красные.
С появлением дальнобойного (артиллерия, нарезное огнестрельное оружие) и особенно скорострельного оружия яркие мундиры стали причиной высокой смертности на поле боя. Поэтому в течение 19 века вооружённые силы разных стран, сохранив яркие цвета лишь для парадной формы, перешли на полевую форму маскирующих цветов (хаки, различные оттенки зелёного, серого или коричневого цветов). При этом сохранилась необходимость различения частей по назначению — как на поле боя, так и на повседневной служебной униформе. Цвета рода войск стали использовать на мелких, но хорошо различимых вблизи элементах одежды — кантах, околышах, петлицах и т. п.
Одними из первых цвета рода войск на мелких элементах мундира ввели Германская империя и Конфедеративные штаты Америки. За ними постепенно последовали и другие страны. В Британии и странах Содружества цвета использовались чаще для различения крупных соединений, чем родов войск, поэтому в английском языке чаще используется термин «корпусные цвета».

## Австрия
В вооружённых силах Австро-Венгрии цвет петлиц (Egalisierung) использовался для различения полков по регионам (с добавлением номера или шифра полка). После Первой мировой войны в ВС Австрии и Венгрии, независимо друг от друга, отказываются от цветовой кодировки регионов, вместо неё возникают собственные системы цветовых обозначений для родов войск.

## Германия (современная)

### Армия
Бундесвер использует цвета (Waffenfarben) для обозначения родов войск; они используются на петлицах и на окантовке погон или лямок, показывающих солдатское звание. В 1955—1957 гг. петлицы в бундесвере отсутствовали, вместо них использовались (по американскому образцу) только эмблемы рода войск.
Цвета беретов имеют меньшее разнообразие; род войск обозначается не цветом берета, а значком на берете.

#### Сухопутные силы

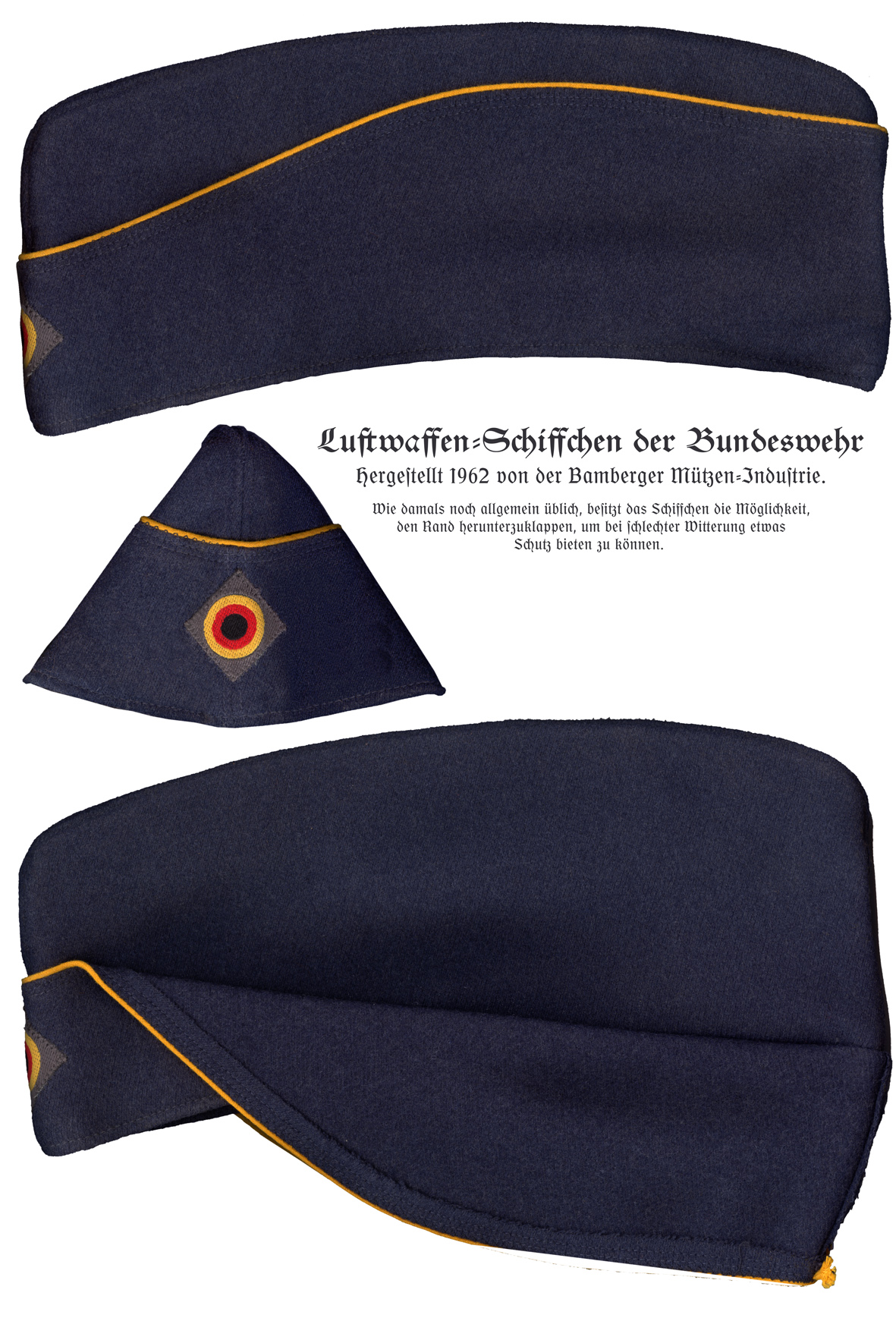
Пилотка Люфтваффе с золотисто-жёлтым кантом (Бундесвер)

Химическая защита
Артиллерия
Военная полиция
Связисты
Разведка
Армейская авиация
Технические войска
Пехота
Военный оркестр
Бронетанковые войска
Пионеры (инженерные войска)
Медицинские войска

### Люфтваффе (ВВС)
Немецкие ВВС используют ограниченный цветовой спектр. В то время как военно-воздушные силы обычно используют золотисто-жёлтый цвет кантов и петлиц, офицеры «службы генерального штаба» (im Generalstabsdienst — в Бундесвере нет генерального штаба как такового) носят винно-красный, а генералы — ярко-красный цвет. Петлицы (Kragenspiegel) генералов и офицеров службы Генерального штаба также отличаются от обычных петлиц военно-воздушных сил, так как идентичны армейским.

### Военно-морской флот
Немецкий флот традиционно использует для различия родов войск не цвета, а различные эмблемы над нарукавными полосами для званий.

## Германия (исторические примеры)

### Прусская армияиИмператорская армия Германии(до 1921 года)
Первоначально существовавшие различия в униформе различных регионов (королевств, герцогств и т. п., входивших в состав Германской империи), были нивелированы; была введена униформа общего образца, где регион передавался только цветами нижней из двух кокард на головном уборе и сечения на офицерских погонах. Тем не менее, до конца войны сохранялись отдельные отличительные (в том числе цветовые) элементы в форме ряда элитных полков. О цветах родов войск — см. ниже в разделе «Рейхсвер».

### Рейхсвер (1921—1935)
Рейхсвер унаследовал с незначительными изменениями систему цветов, которая впервые появилась в прусской армии, а затем использовалась во всех вооружённых силах Германской империи до конца Первой мировой войны. Армейские цвета использовались на следующих элементах:
- петлицы. На служебной или парадной форме род войск передавался цветом подкладки петлиц, а на полевой — только цветом просветов в «катушке» на петлице. У генералов петлицы были красные с вышитым золотом растительным орнаментом, у генералов административного аппарата — синие.
- канты (воротник, обшлага, погоны) и/или подкладка погона (старшие офицеры и генералы).

| Тип полка или батальона                      | Цвета             |
| -------------------------------------------- | ----------------- |
| Офицеры Генштаба Артиллерия                  | Алый              |
| Штабной корпус Рейхсвера Ветеринарная служба | Кармин            |
| Пехота                                       | Белый             |
| Автотранспорт                                | Розовый           |
| Сигналы                                      | Светло-коричневый |
| Кавалерия                                    | Золотисто-жёлтый  |
| Егерь (легкая пехота)                        | Тёмно-зелёный     |
| Транспорт (гужевой)                          | Светло-синий      |
| Медицинская служба                           | Тёмно-синий       |
| Пионер (инженеры)                            | Чёрный            |

### Цвета родов войск Вермахта (1935—1945)
Вермахт во многом унаследовали прежнюю систему цвета родов войск рейхсвера, однако произошло их усложнение в связи с ростом вооружённых сил, возникновением новых подразделений и родов войск. Цветные петлицы в формате, отличном от общеармейского, появились в новообразованных Люфтваффе и Панцерваффе. Дополнительным индикатором служил цвет фона погон для солдат, унтер-офицеров и фельдфебелей: серо-зелёный (до конца 1941 г. тёмно-зелёный, как офицерские воротники) для Вермахта, чёрный для Ваффен СС и танковых частей, коричневый для полиции (но подразделения полевой жандармерии иногда могли нарушать это правило и носить обычную армейскую полевую форму).
- Петлицы высших офицеров:
1. Фельдмаршал c 3 апреля 1941 г.;
2. Генералы; до 3 апреля 1941 г. также фельдмаршал;
3. ОКВ / ОКХ (повседневная форма);
4. Мотоциклетные войска или панцергренадеры (повседневная форма);
5. Лёгкая пехота (полевая форма; подкладочная ткань цвета воротника, только внутренние полосы в «катушках» петлиц различались по цветам родов войск)

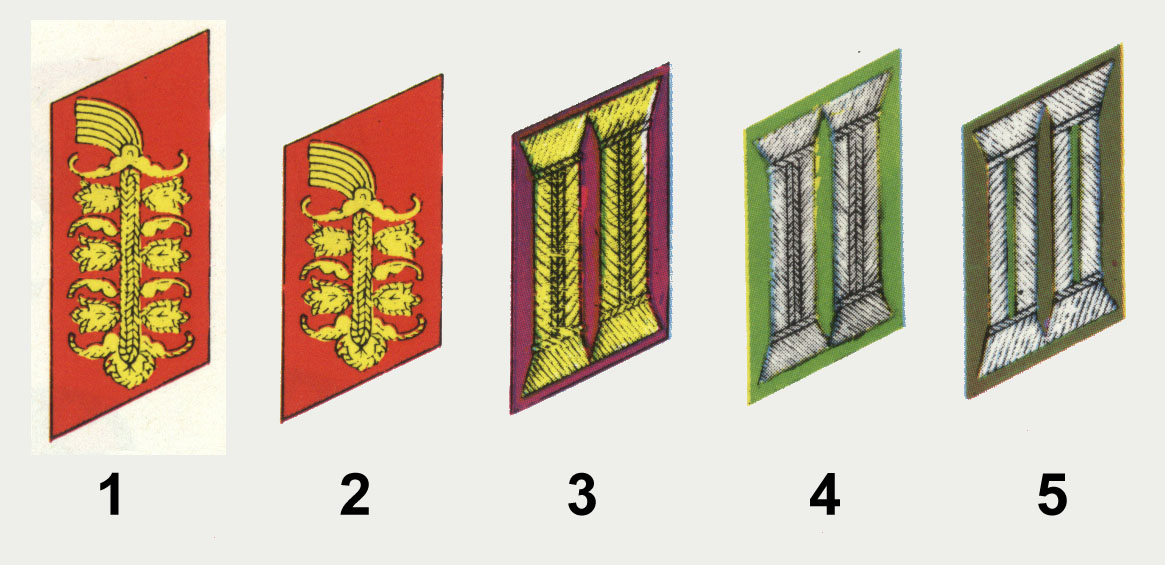
Петлицы высших офицеров: 1. Фельдмаршал c 3 апреля 1941 г.; 2. Генералы; до 3 апреля 1941 г. также фельдмаршал; 3. ОКВ / ОКХ (повседневная форма); 4. Мотоциклетные войска или панцергренадеры (повседневная форма); 5. Лёгкая пехота (полевая форма; подкладочная ткань цвета воротника, только внутренние полосы в «катушках» петлиц различались по цветам родов войск)
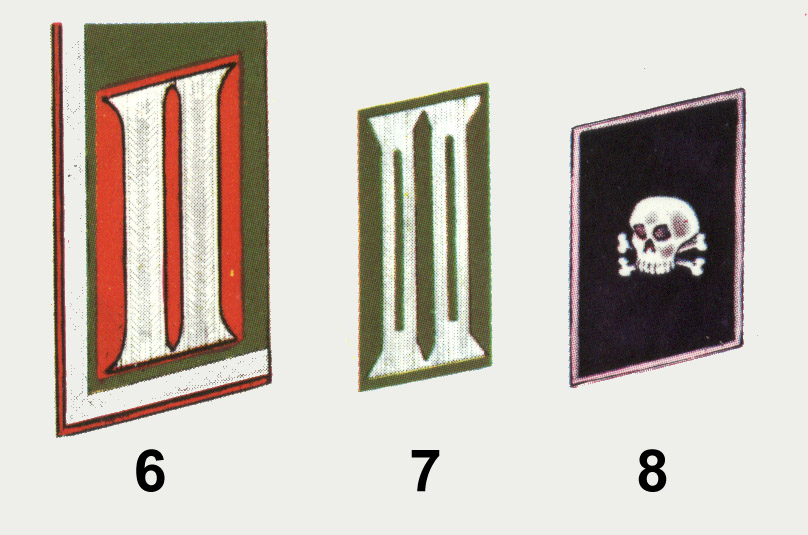
Петлицы: 6. Артиллерийский унтер-офицер (ошибка — цветной кант проходил не по нижней, а по верхней части белой полосы). 7. Солдат-пехотинец; 8. Танковые войска;
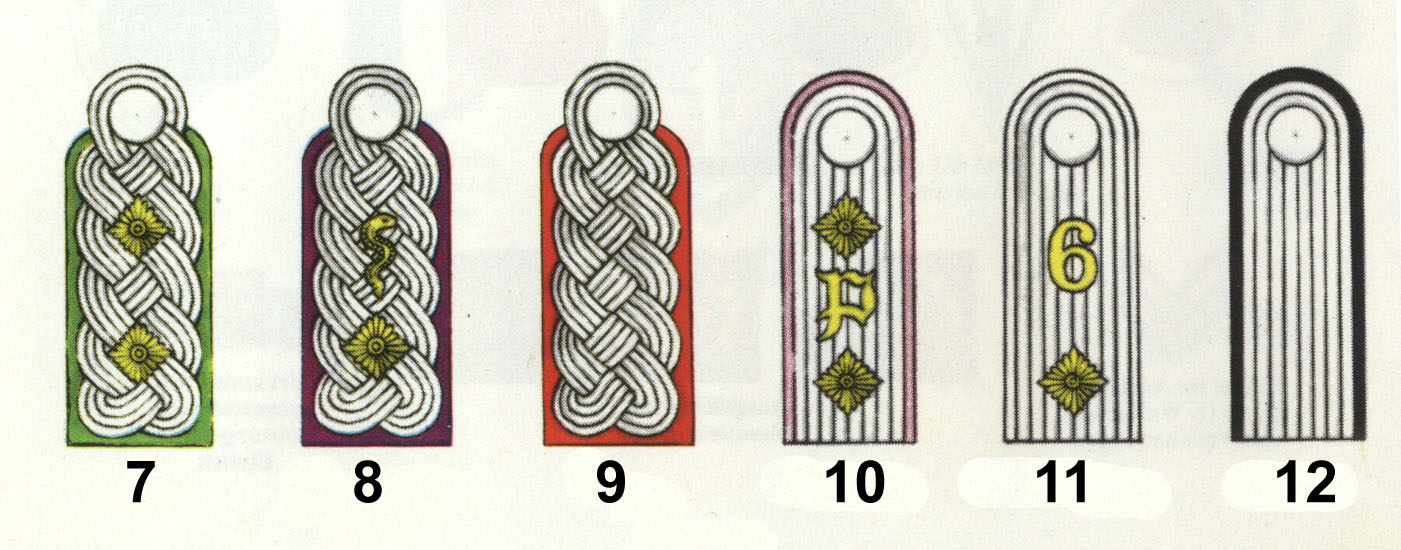
Погоны офицеров Вермахта (на род войск указывает цвет подкладки или канта вокруг погона: 7. Полковник (панцергренадер); 8. Оберфельдветеринар (подполковник — ветеринарный врач); 9. Майор (артиллерия); 10. Гауптман (противотанковые войска); 11. Оберлейтенант (6-й пехотный полк); 12. Лейтенант (инженер).
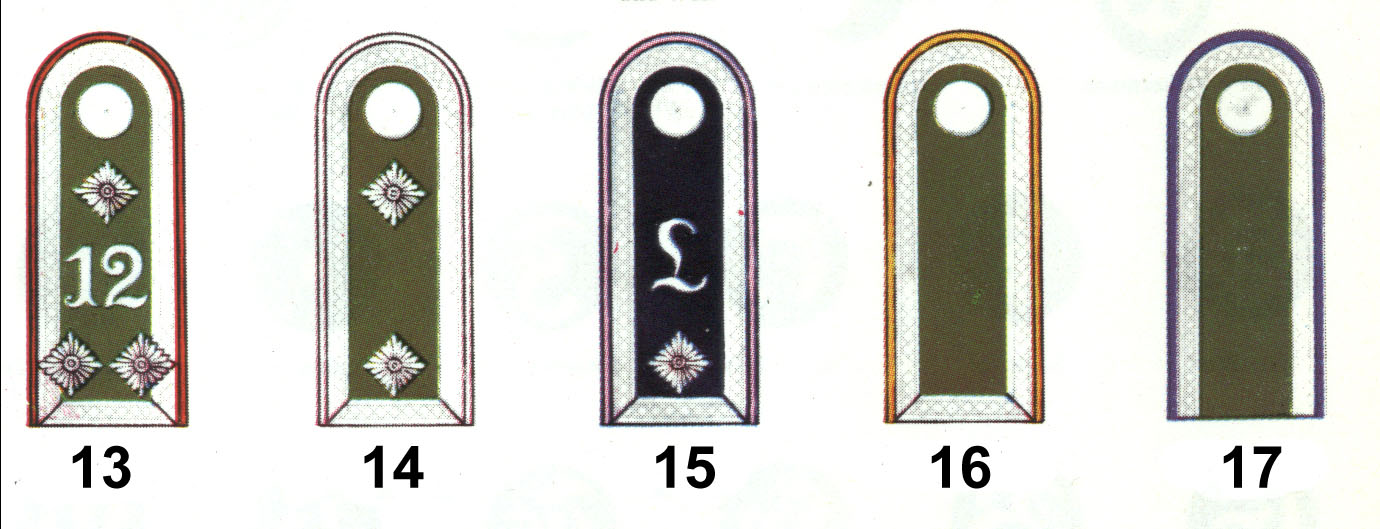
Погоны унтер-офицеров и фельдфебелей (вахмистров): 13. Штабсвахтмейстер 12-й артиллерийской дивизии; 14. Обер-фельдфебель, пехота; 15. Фельдфебель, Panzer-Lehr; 16. Унтервахтмейстер, кавалерия или разведчик; 17. Унтер-офицер санитарной службы.
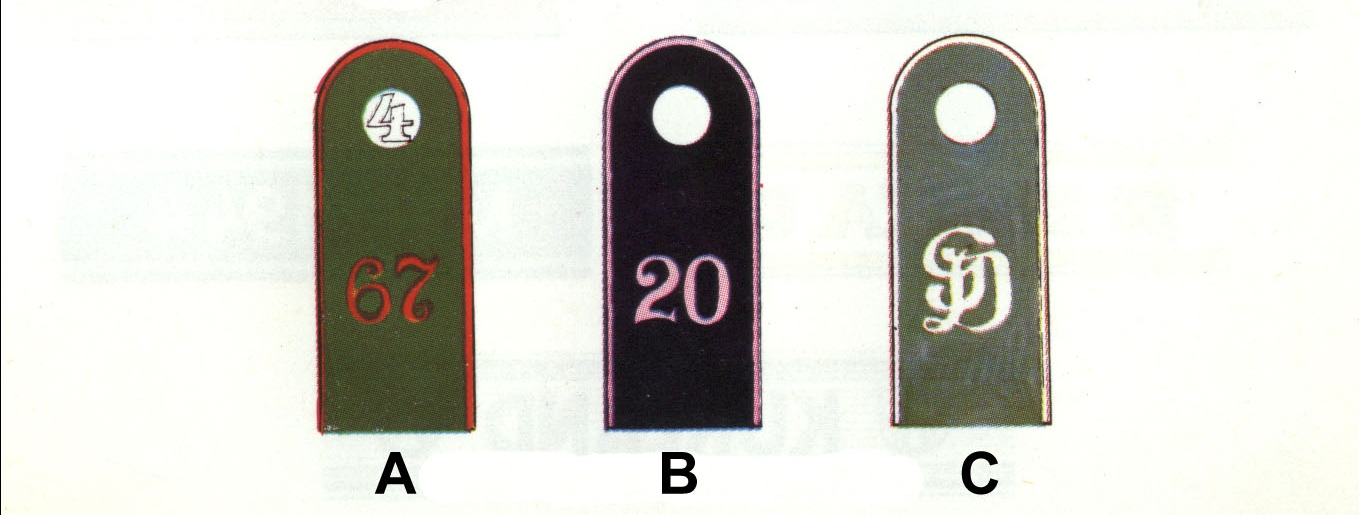
Погоны рядового состава (рядовые и ефрейторы): А. 67-я артиллерийская дивизия; Б. 20-я танковая дивизия; C. Дивизия Grossdeutschland, пехотный полк.

- Погоны офицеров Вермахта (на род войск указывает цвет подкладки или канта вокруг погона:
7. Полковник (панцергренадер);
8. Оберфельдветеринар (подполковник — ветеринарный врач);
9. Майор (артиллерия);
10. Гауптман (противотанковые войска);
11. Оберлейтенант (6-й пехотный полк);
12. Лейтенант (инженер).
- Погоны унтер-офицеров и фельдфебелей (вахмистров):
13. Штабсвахтмейстер 12-й артиллерийской дивизии;
14. Обер-фельдфебель, пехота;
15. Фельдфебель, Panzer-Lehr;
16. Унтервахтмейстер, кавалерия или разведчик; 
17. Унтер-офицер санитарной службы.
- Погоны рядового состава (рядовые и ефрейторы):
А. 67-я артиллерийская дивизия;
Б. 20-я танковая дивизия;
C. Дивизия Grossdeutschland, пехотный полк.

### Другие военизированные подразделения нацистской Германии
Штурмовые отряды (SA) изначально использовали различные сочетания цветов для обозначения региональных групп, а также штаба СА. Использовалась комбинация основного цвета (петлицы и верхняя часть кепи) и дополнительных цветов (шнур вдоль воротника, окантовка петлиц, цвет звёзд на петлицах).
Начиная с 1938 г., вместо прежней системы в течение года внедряется новая — по родам войск (штаб СА и Высшее руководство СА сохраняют свои особые цвета). Свои цвета имели также НСКК и НСФК.
Конкурирующий с нацистами союз «Стальной шлем» с момента возникновения использовал петлицы различных цветов по родам войск. После слияния с СА весь «Стальной шлем» вскоре перешёл на их униформу.
Свои цвета родов войск, несколько отличные от армейских (окантовка и подкладка погон), существовали в Войсках СС (см. Звания и знаки различия войск СС). Исключительным случаем для Войск СС были знаки различия 29 (итальянской) дивизии, где фон петлиц и окантовка орлов были красными, а не чёрными.

### Национальная народная армия ГДР (1956—1990)
Форма Казарменной народной полиции (предшественник ННА) представляла собой форму советского образца с немецкими погонами. В ней была предпринята попытка введения петлиц нового образца, фон которых отличался по цветам родов войск. В некоторых подразделениях петлицы напоминали советские (то есть не имели традиционных «катушек»); цвет петлиц также соответствовал традициям советской, а не немецкой армии.
После преобразования КНП в Национальную народную армию ГДР произошёл возврат к традиционному для Вермахта формату петлиц (в том числе восстановление традиционных цветов). Петлицы сохранили, как в Вермахте, форму скошенной трапеции, тогда как в бундесвере Западной Германии они стали прямоугольными (а в полиции и пограничной полиции ФРГ, наоборот, ещё более скошенными по сравнению с ГДР).
В период с 1974 по 1979 год, наряду с введением формы с открытым воротником и галстуком, были унифицированы нашивки формы сухопутных войск: тёмно-серая основа, белое наполнение и белая окантовка воротника; окантовка погон оставалась единственным элементом, содержавшим цвет рода войск. Однако силы воздушной / противовоздушной обороны, десантники, генералы, а также военно-морской флот продолжали носить свои специально разработанные нашивки с цветами родов войск.
Род войск передавался сочетанием цвета подкладки петлицы и просветов внутри «катушки» на петлице. Цвета несколько отличались от использовавшихся в Вермахте.
Униформа Пограничных войск отличалась от униформы сухопутных войск и ВВС / ПВО зелёной нарукавной нашивкой с большими серебряными буквами, обозначающими подразделение, и зелёным околышем на фуражке.
Подразделения штази (не входившие в состав ННА ГДР) использовали тёмно-красный цвет петлиц.

## Италия
Италия имеет самую сложную на сегодняшний день систему цветовой кодировки родов войск и подразделений: на одной петлице могут комбинироваться несколько цветовых элементов.

## Канада

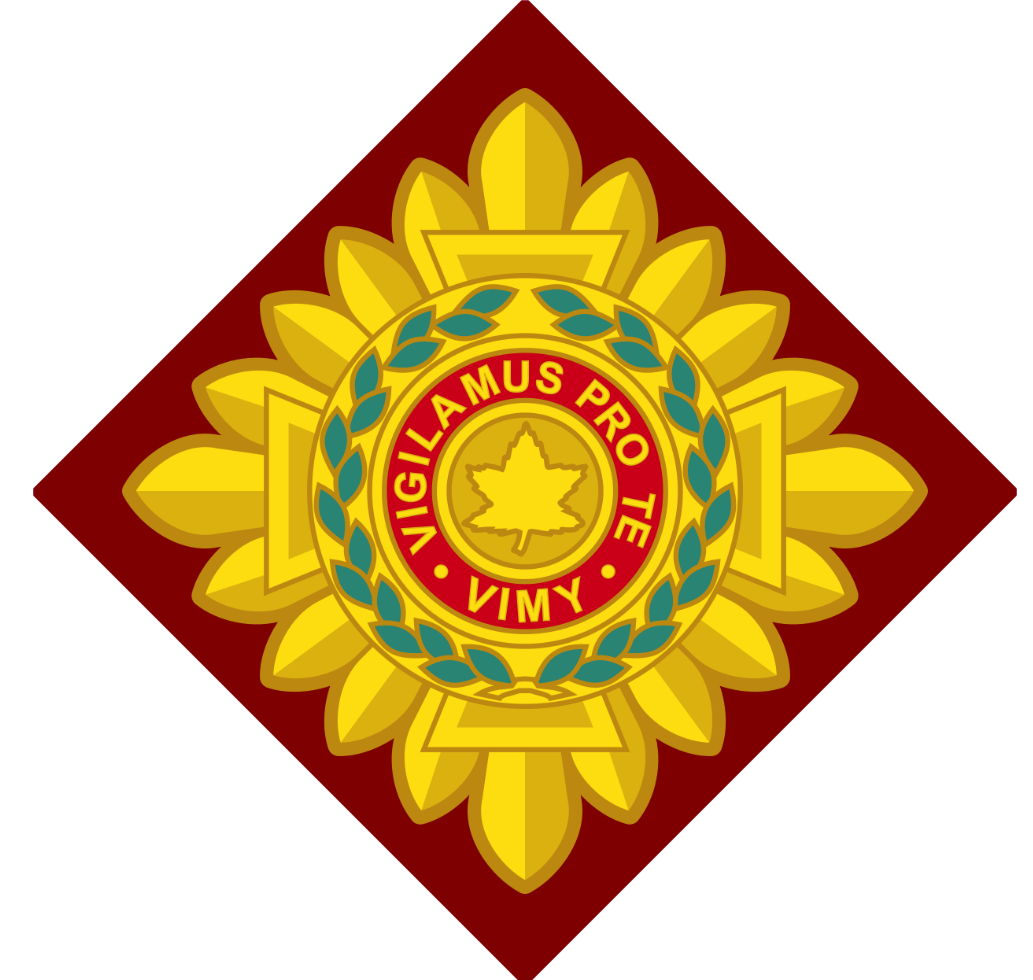
Звезда на погон офицера-медика (Канада)

Хотя Канада использует систему знаков различия, основанную на британской, в ней есть особенность; у офицеров под четырёхугольными звёздами на погонах (кроме полевой формы) есть цветная подкладка-окантовка, соответствующая роду войск: жёлтый — бронетанковые войска, красный — артиллерия, военная полиция, логистика, синий — инженеры, алый — инфантерия, вишнёвый — медики, зелёный — разведка (звёзды серебристого цвета), светло-зелёный — зубные врачи, бордовый — капелланы, чёрный — квебекские вольтижёры.

## Россия и Союз ССР

### Российская империя
После ввода Николаем I знаков различия в виде погон была установлена довольно сложная система их цветовых элементов (основное поле + кант у нижних чинов, просветы + кант + возможная дополнительная внутренняя окантовка — у офицеров и генералов). По цветам различались не рода войск, а регионы (с добавлением номера или вензеля полка) и/или ведомства. Также мог различаться цвет галунного шитья офицерских и генеральских погон (золотистый для действительной службы; серебристый — для отставных, для ряда ведомств и казачьих округов, сочетание золотистых и серебристых элементов — для ряда особых случаев). По мере широкого распространения полевой формы во время 1-й мировой войны цвет шитья утратил значение; погоны на полевой форме были без шитья, с просветами единого коричневого цвета.
Таким образом, на одном офицерском погоне могли комбинироваться до 3 разных цветовых элементов: 1) наружная окантовка по краю (цвет подкладки); 2) просветы для званий + дополнительная внутренняя окантовка вдоль левого и правого края; 3) шитьё для офицерских погон. О цветах просветов на погонах Императорской армии см. в статье просвет.
Свои традиционные цвета казачьих войск для элементов формы (в том числе фона, просветов и окантовки погон и элементов мундира, околышей и лампасов) имели казаки, в зависимости от региона.

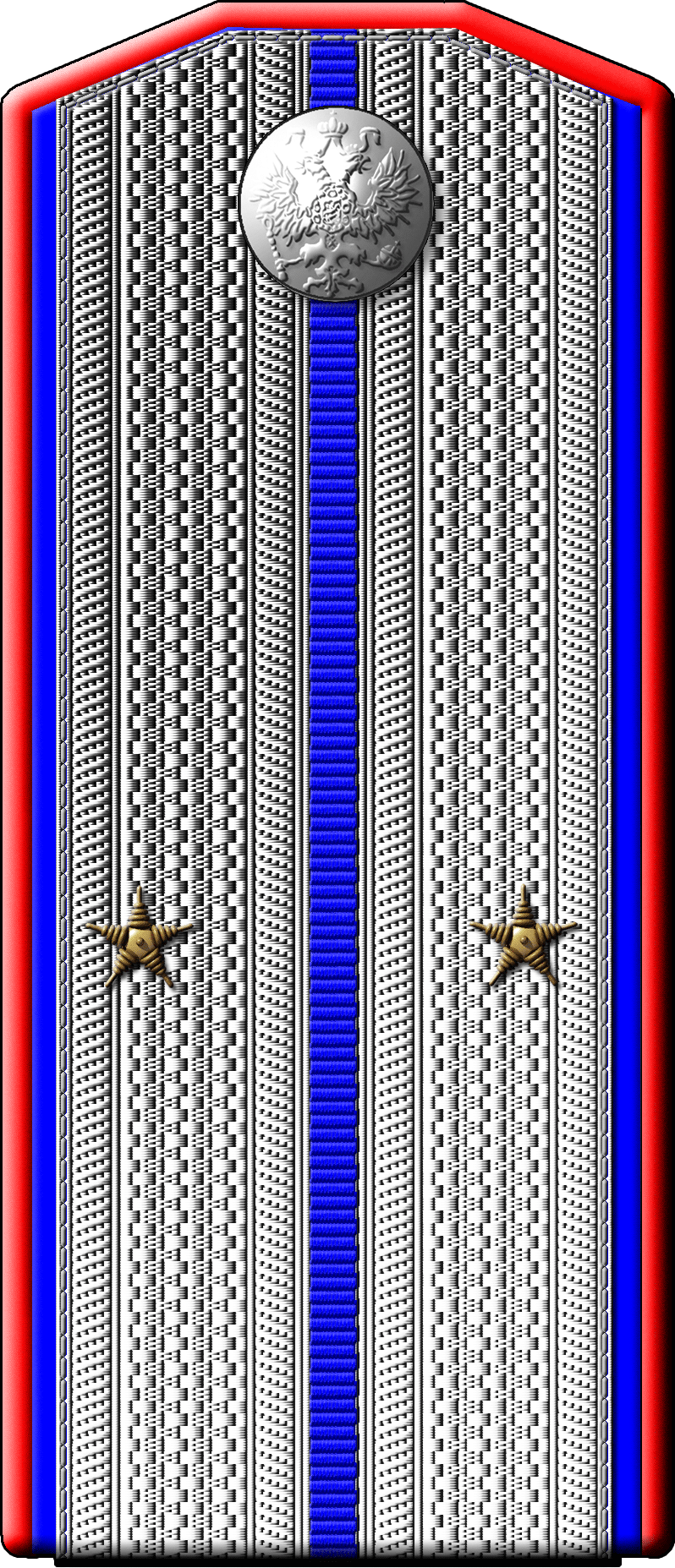
Хорунжий Войска Донского: снаружи - красный (цвет подкладки), внутри - синий (цвет боковых кантов и просветов)
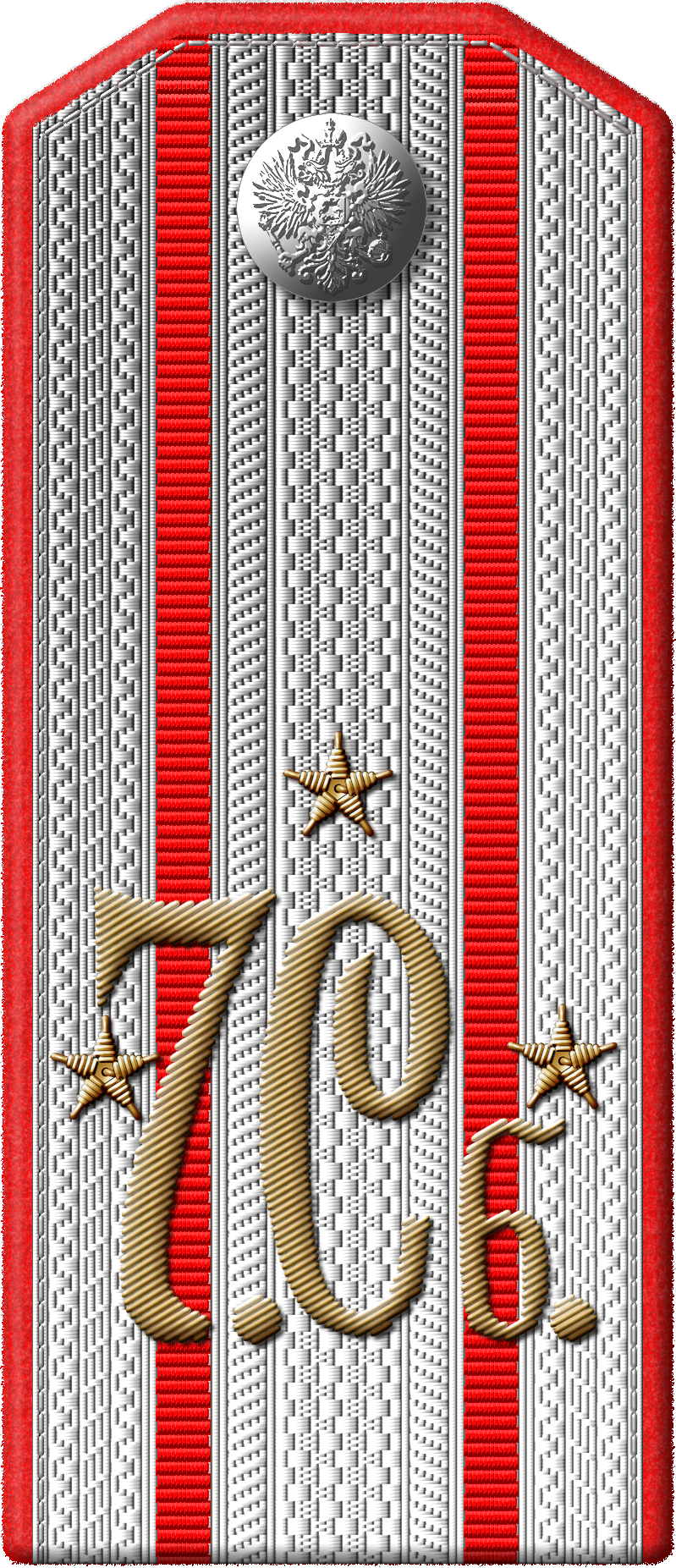
Подполковник 7-го конного полка Сибирского казачьего войска: красный цвет подкладки совпадает с цветом просветов, без боковых кантов
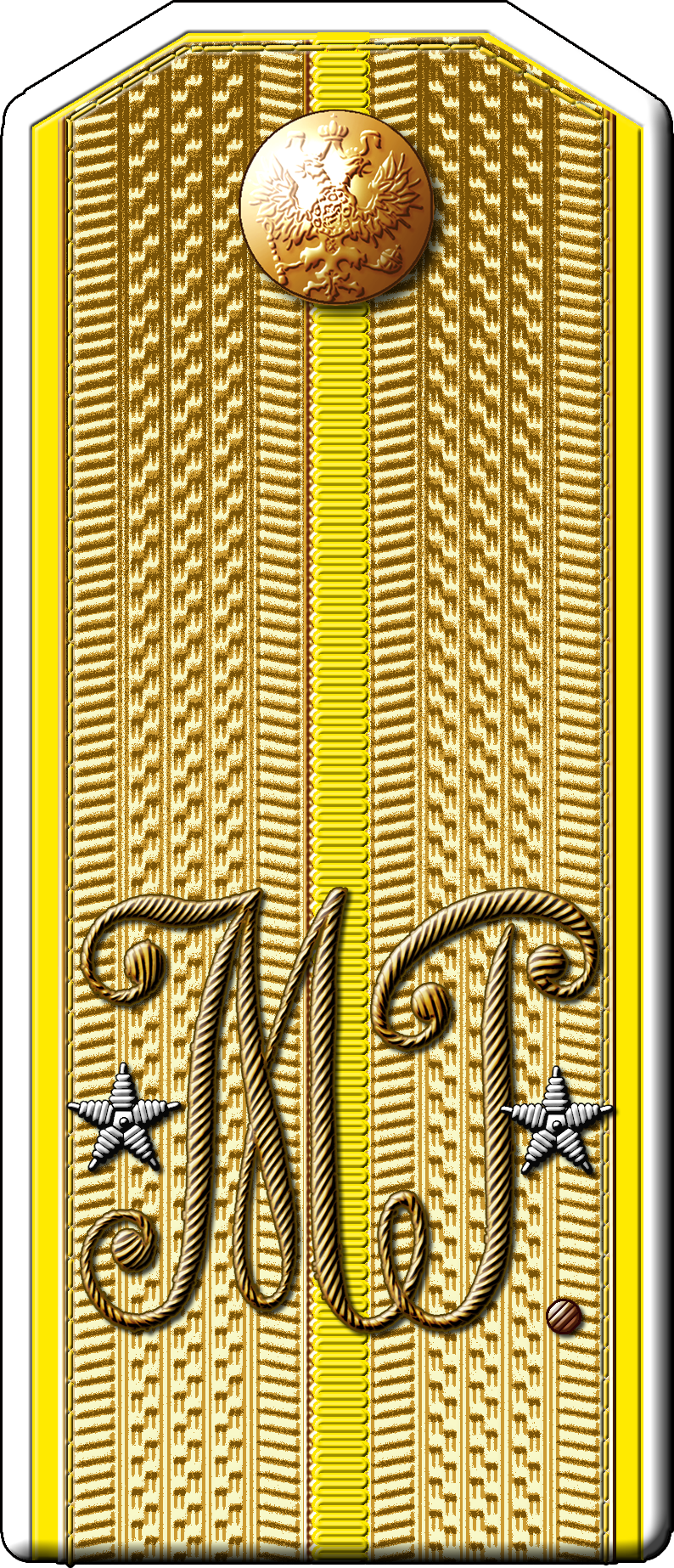
Подпоручик Малороссийского 10-го гренадерского полка: снаружи - белый (цвет подкладки), внутри - желтый (цвет боковых кантов и просветов)
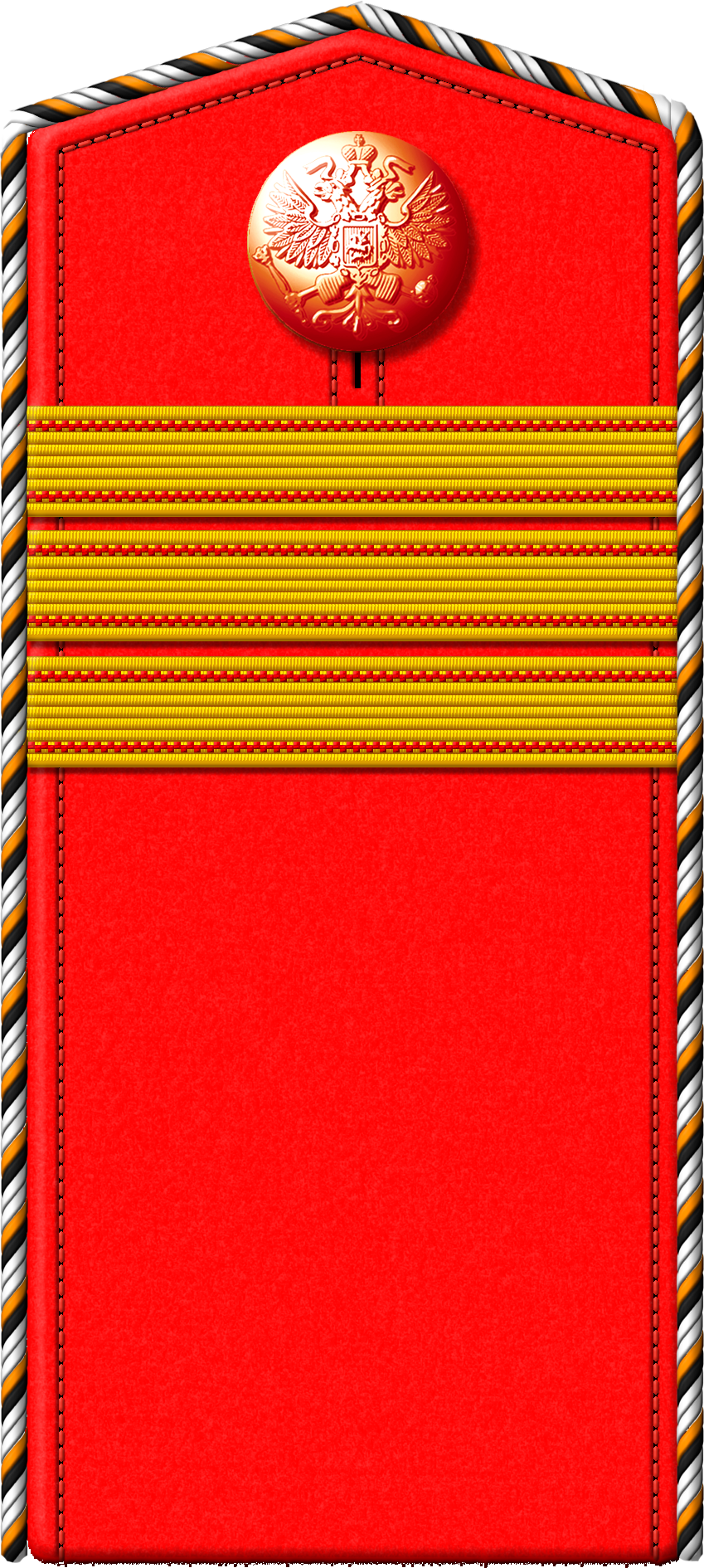
Старший унтер-офицер 1 и 2 гвардейской пехотной дивизии: кант не одноцветный, а многоцветный, что было исключительным случаем

### Белое движение
В Белом движении свои цвета существовали у «цветных» офицерских полков (Корниловский, Марковский, Дроздовский, Алексеевский), представлявшие собой сложную комбинацию фона погон (иногда из двух элементов), канта на погонах и элементах мундира, просветов на погонах, цвета околыша и тульи фуражки. В свою очередь, внутри полков эти цвета могли по-разному комбинироваться для разных частей (пехота, артиллерия и т. п.) При этом в белой армии (за исключением казачьих частей) исчезла разница между цветом канта и цветом подкладки погона, которая часто встречалась до революции.
Исключительно сложная система собственных форменных цветов существовала во всех частях Семиреченского войска атамана Б. В. Анненкова.
Региональные и казачьи части Белого движения также вводили свои собственные цвета, которые, однако, непоследовательно соблюдались на практике, особенно в последний период Гражданской войны.

### РККА и РККФ
В отличие от Белого движения, Красная армия ввела в апреле 1919 г. довольно строгую и простую систему цветов род войск, которая до 1943 г. претерпела лишь небольшие изменения.
Изначально, в апреле 1919 г., были установлены следующие цвета (для петлиц, цветных накладных застёжек на шинелях и крупных звёзд на будённовке под кокардой):
- пехота — малиновый;
- кавалерия — синий;
- артиллерия — оранжевый;
- инженерные войска — чёрный;
- воздухоплавательные войска — голубой;
- пограничная охрана — зелёный.

В 1922 г. цвета были пересмотрены и усложнены. Вместо оранжевого цвета, который в дальнейшем не использовался, в артиллерии был введён чёрный цвет. С этого же времени армейские цвета передавались комбинацией основного цвета (петлицы, звёзды на будённовках под кокардой, цветные накладные застёжки на шинелях, в 1922—1924 гг. — также нарукавные клапаны) и дополнительного (окантовка петлиц). Цвета родов войск были введены и в ВМФ (в виде цветных просветов между нарукавными нашивками для званий).
В 1927—1928 гг. краткое время существовала полковая расцветка фуражек для каждого из кавалерийских полков.
С 1935 г. у старших офицеров и генеральских званий окантовка петлиц вместо цветной стала унифицированной золотистой, но петлицы продолжали различаться по цветам для разных родов войск. В ВВС окантовка петлиц вместо красной стала чёрной.
В 1940 г. для петлиц генералов сухопутных войск (кроме бронетанковых войск) был введён алый цвет, ранее использовавшийся только на петлицах Маршала Советского Союза. Петлицы нижестоящих званий сухопутных сил сохранили малиновый цвет.

### Красная и Советская армия и ВМФ (1943—1955)
С 1943 г. в Советской армии были введены погоны, где сочетание цветов окантовки и внутренних элементов передавало род войск: на полевой форме — цвет окантовки (у всех) и просветов (у офицеров), на повседневной и парадной — также цвет погон у солдат и сержантов.
| Род войск (службы)                        | Поле                              | Поле                              | Кант                              | Кант                              |
| Расцветка для рядовых и сержантов         | Расцветка для рядовых и сержантов | Расцветка для рядовых и сержантов | Расцветка для рядовых и сержантов | Расцветка для рядовых и сержантов |
| ----------------------------------------- | --------------------------------- | --------------------------------- | --------------------------------- | --------------------------------- |
| общевойсковые и пехота (стрелковые части) |                                   | малиновый                         |                                   | чёрный                            |
| кавалерия                                 |                                   | синий                             |                                   | чёрный                            |
| авиация                                   |                                   | голубой                           |                                   | чёрный                            |
| артиллерия и бронетанковые войска         |                                   | чёрный                            |                                   | красный                           |
| технические войска                        |                                   | чёрный                            |                                   | чёрный                            |
| медицинская и ветеринарная службы         |                                   | темно-зелёный                     |                                   | красный                           |

На парадной форме были введены петлицы цветов родов войск с просветами, а на обшлагах — нашивки в виде «катушек» с окантовкой цвета рода войск, но через несколько лет от них отказались.
Хотя погоны внешне напоминали дореволюционные, цвета родов войск были заимствованы, с незначительными изменениями, из прежней традиции РККА и не имели ничего общего с принципом полковых цветов, использовавшихся в дореволюционной армии.

### ВС СССР (Советская армия и ВМФ (1955—1991))
Крупная реформа цветовых обозначений произошла в конце 1955-х гг. Были отменены канты на погонах — кроме погонов для парадной офицерской и генеральской формы; более того, если до 1955 г. цвет канта на погонах мог отличаться от цвета просветов у офицеров, с 1955 г. на парадных погонах их цвета были одинаковыми.
Произошли некоторые изменения в цветах родов войск. В приведенном ниже виде цвета сохранялись в Советской армии до распада СССР, и использовались на следующих элементах формы: околыши фуражек, канты фуражек, лампасы, петлицы, фон погонов и нарукавные эмблемы родов войск на повседневной и парадной форме солдатско-сержантского состава, просветы на погонах повседневной формы у офицеров, просветы и окантовка на погонах парадной формы генералов и маршалов):
- генералы сухопутных войск — красный (также цвет лампасов)
- сухопутные войска (звания ниже генеральских), а также генералы ряда специальных войск — малиновый до конца 1960-х гг., затем красный;
- юстиция — малиновый (до 1980, затем красный);
- танки, артиллерия, инженерные части — чёрный (но просветы на погонах у офицеров были красными);
- ВВС и воздушно-десантные войска — голубой;
- кавалерия — синий (упразднена в 1958 г.)
- ВМФ — на чёрной форме жёлтые просветы на погонах и канты были у офицеров флота, красные — у морского десанта и ряда технических служб флота, голубые — у морской авиации. На белых нарубашечных погонах вместо жёлтых просветов были чёрные, для остальных морских родов войск цвета сохранялись.

Силовые части, не входившие в состав ВС СССР.
Свои цвета были и у других военизированных подразделений, не входивших в состав ВС СССР: КГБ — васильково-синий, пограничные войска — тёмно-зелёный, внутренние войска — крапово-красный.
Свои цвета были также у других военизированных подразделений (к примеру, ВОХР — зелёные петличные знаки различия).

### Вооружённые силы России (с 1991 года)
В 1990-е гг. имелась тенденция перехода от цветов рода войск к эмблемам родов войск. Начиная с 2010-х гг., происходит возврат к системе цветов родов войск, использовавшихся в СССР.
Цветная окантовка по краю погона является обязательным элементом только для генералов; на парадной форме используется у офицеров и в некоторых специальных частях (оркестр им. Александрова, Кремлёвский полк и т. д.). На полевой форме цветная окантовка погона и цвета родов войск не используются.
В казачьих частях цвет окантовки и просвета на погоне могут различаться. Армейские цвета казачьих частей, в отличие от ВС РФ, передают не род войск, а принадлежность к определённому региону.

## Украина
В армии Украинской державы (1918) цветовая кодировка родов войск отсутствовала; отдельные элитные подразделения могли иметь форму одежды, отличную от общеармейской. У сечевых стрельцов сохранялись пережитки полковой расцветки австро-венгерской армии. В армии УНР (1918—1921) впервые возникает расцветка петлиц по родам войск: голубой — пехота, жёлтый — кавалерия, красный — артиллерия.
В марте 1992 г. в ВС Украины были упразднены существовавшие ранее в ВС СССР цветные петлицы и просветы на погонах, и введены собственные знаки различия. До 2015 г. род войск передавался цветом околыша фуражки на повседневной и парадной форме.
С 2015 г. род войск, помимо значка-эмблемы, передаётся нашивкой в виде щита и стилизованного трезубца на рукаве, путём комбинации цветов основных элементов (фон щита, цвет трезубца) и дополнительных (кант вокруг щита, кант вокруг трезубца).

## Финляндия
Род войск передаётся сочетанием цвета петлицы (знак различия звания) с цветом декоративного канта (белый, жёлтый, красный, чёрный, оранжевый).

## Япония
В императорской армии цвет рода войск обозначался нагрудной нашивкой в виде двойного зигзага «горбами» вверх, напоминающего букву М, на правой груди: пехота — алый, артиллерия — жёлтый, кавалерия (позднее также танковые части) — светло-жёлтый, инженерные войска — белый (тёмно-коричневый после 1880 года), транспортные войска — фиолетовый (индиго после 1880 года), авиация — тёмно-синий, военная полиция — изначально алый, после 1900 года чёрный, военный оркестр — тёмно-синий, бухгалтерия и административные службы — изначально индиго, а после 1880 г. серебристо-коричневый, военные врачи — тёмно-зелёный, ветеринары — фиолетовый после 1912 г, юстиция — белый, технические службы — жёлтая и так далее.
В то же время, цвет петлиц и наплечных знаков различия был стандартным (красный — основной, золотисто-желтый — просветы, основной фон у генералов). В армиях зависимых от Японии марионеточных государств, носивших униформу японского образца, вместо красного на знаках различия использовались свои региональные цвета (бордовый — Маньчжурия, голубой — Внутренняя Монголия).
В императорском флоте (который был отдельным от сухопутных сил ведомством) ведомственные цвета отдельных родов войск использовались как элементы (канты) на знаках различия по званию, на фуражках, а также как цвет цветка сакуры (эмблемы флота) на нарукавной нашивке для званий нижних чинов.
В современных силах самообороны используются в целом те же цвета, но с небольшими модификациями (подробнее см. японскую версию данной статьи).

## Другие современные армии, авиация и флот
Различение по цветам родов войск сохранилось в современных знаках различия, полностью или частично основанных на советской системе — в частности, в таких странах, как Армения, Болгария, Китай, Кыргызстан, Лаос, КНДР, Сербия, Таджикистан, Туркменистан.
Другие типы цветов родов войск используются в современных вооружённых силах, в частности, в Австрии, Италии, Мексике, Польше, Румынии, Сомали, США, Финляндии, Швейцарии, Японии (подробный обзор приведён в немецкой версии данной статьи).